# 花ぐるま (芹洋子の曲)
『花ぐるま』（はなぐるま）は、1979年5月5日に発売された芹洋子のシングル。ひろしまフラワーフェスティバルテーマソング。

## 解説
花ぐるまとは、ひろしまフラワーフェスティバル(FF)のパレード用の山車のこと。FFは1977年に始まり、第3回FFにおいて更に盛り上げる「フラワー賛歌」を作るためFF実行委員会が1979年に歌詞を公募、全応募数881件の中から愛知県の会社員・滝田常晴の作詞に決定した。それを当時まだ銀行員と兼務していた小椋佳が作曲した。当時小椋は『シクラメンのかほり』で日本レコード大賞などを受賞した後であるが、花ぐるまの作曲に起用された経緯についてはわかっていない。
第3回FF開会セレモニーで初めて芹洋子が披露し、会場内やテレビ・ラジオCMなどで多く使われ、公式パンフレットにも歌詞が掲載され、開会セレモニーの時にフラワー歌手などが歌うのが恒例行事になっている。芹は第3回以降も第4回及び第9回にもフラワー歌手に選ばれており、芹にとってお気に入りの一曲で自身のリサイタルの冒頭でも歌い続けている。
広島市内では毎日午後6時（MAZDA Zoom-Zoom スタジアム広島のみ午前9時30分）、防災用行政無線の点検のためワンフレーズだけ流されている。

## 収録曲
1. 花ぐるま（3分15秒）
作詞：滝田常晴／作曲：小椋佳／編曲：高田弘
2. 花の想い（3分30秒）
作詞：柏和江／作曲：荒木とよひさ／編曲：高田弘

## カバー
FF参加者が自由にアレンジを加えて歌い踊るのも特徴であり、YOSAKOIバージョンなども存在し、2010年には神園さやかのカバー版がFF公式CDとして、他の公式ソングと合わせて発表された。